# 중국어의 외래어 음역

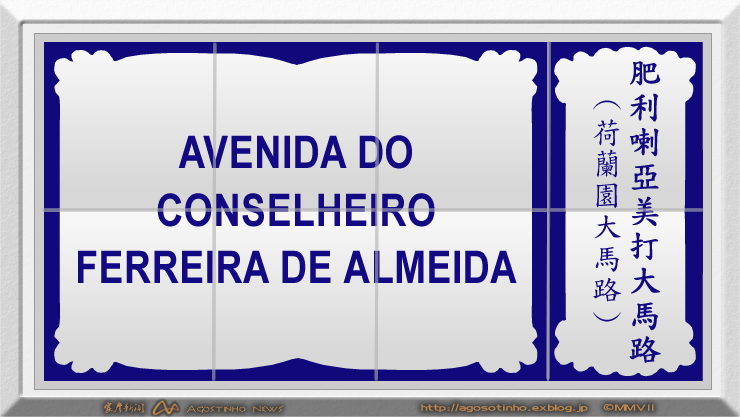

중국어의 외래어 음역표기(中國語의 外來語 音譯表記)은 중국어에서 표의, 표어문자인 한자를 가지고 외국에서 들어온 말을 적는 것을 말한다. 표음문자를 사용하는 다른 언어와 달리, 표의, 표어문자인 한자를 쓰는 중국에서는 들온말을 적는데 고려해야 할 여러 가지 까다로운 점들이 있다. 또한 중국어라 하더라도, 각 방언권마다, 나라마다 차이가 있을 수 있다. 예를 들어 전 미국 대통령 조지 부시는 중국대륙에서는 布什, 타이완에서는 布希, 홍콩,마카오권에서는 布殊로 표기글자가 모두 다르다.

## 옛 음역 표기
중국의 옛 음역표기는 중화사상에 따라 주변 민족들(특히 한족과 대립관계에 있던)을 깔아내리는 한자를 골라서 쓰는 일이 많았다. 예를 들어 본디 용맹하다란 뜻의 몽골(Mongol)은 우매하다란 뜻의 蒙을 써 蒙古로 표기되었다.

## 한자문화권 언어
한국, 일본, 베트남 등 과거 한자를 썼거나, 현재 쓰고 있는 나라의 단어나 지명,인명은 한자 표기가 있는 것이 확인되면 이를 그대로 쓰고 중국 발음으로 읽는다. 일본의 훈독 지명, 인명, 단어도 그대로 중국 발음으로 읽는다. 한국 인명이나 일본 인명에서 한자 표기가 불분명하거나, 일본 인명에서 한자 표기없이 가나로 표기된 인명의 경우는 한국 인명은 이름 글자에 자주 쓰이는 글자를 임의로 붙이고, 일본 인명에서도 그 가나(훈음)에 보통 자주 쓰이는 한자를 붙여 표기한다.

## 같이 보기
- 중국화 (문화)
- 아테지